# Cetoconcha margarita
Cetoconcha margarita är en musselart som först beskrevs av Dall 1886.  Cetoconcha margarita ingår i släktet Cetoconcha och familjen Poromyidae. Inga underarter finns listade i Catalogue of Life.